# John Horatio Lloyd
Pour les articles homonymes, voir John Lloyd et Lloyd.
John Horatio Lloyd (1 septembre 1798 – 17 juillet 1884) est un avocat anglais et un député du parti libéral pour la circonscription de Stockport de 1832 à 1835.

## Biographie
Il est le fils de John Lloyd, avocat et greffier de Stockport, et de Mary Lott. Son père participe à la répression de la révolte des luddites. John Horatio est nommé en hommage à l'amiral Nelson.
Il étudie à la Stockport Grammar School et au Queens' College à Oxford en 1818.
Il arrive à Londres et est admis au barreau au Inner Temple le 6 mai 1826. Avec le concours de William Newland Welsby, il publie les Rapports d’affaires commerciales devant les tribunaux de droit commun en trois parties en 1829 et 1830.
En 1832 il entre au Parlement comme député libéral pour la circonscription de Stockport, à la suite de l’adoption de la Reform Bill, et conserve son siège jusqu’en 1835.
Il plaide en 1833 contre la possibilité de donner aux magistrats le pouvoir de condamner sommairement en cas de crime. Il soutient une pétition présentée par les procureurs de Westminster pour une commission d'enquête sur la conduite des Conseillers des Inns of Court, à propos de l'admission des étudiants au Barreau. Cette même année, il prend également une part prépondérante dans la rédaction d'un projet de loi sur les brevets. En 1834, il présente un projet de loi visant à abolir la peine de mort pour les coupables ayant incendié des bâtiments sans mise en danger de la vie d'autrui. Au Parlement, il vote également en faveur de toutes les mesures introduites pour un meilleur gouvernement de l'Irlande.
Dans les années 1830, alors qu'il aide Lord Brougham à faire adopter par la Chambre des communes le premier Criminal Law Amendment Act, John Horatio travaille régulièrement jusqu'aux petites heures du matin. Son travail acharné ne passe pas inaperçu : il obtient la promesse d'être bientôt nommé solliciteur général. Selon son petit-fils Otho, les nuits tardives et les départs matinaux affectent sa santé mentale : il « s'est exhibé à Temple Gardens... il a couru nu à la vue de quelques servantes ». Il perd l'opportunité de devenir solliciteur général puis est contraint de se retirer du travail politique et juridique pendant quatre ans.
Après avoir travaillé quelque temps à Athènes pour la Ionian Bank, il retourne en Angleterre où il mène une brillante carrière d'avocat, notamment dans les affaires concernant les investissements dans les chemins de fer, pour lesquels il invente un type de fonds d’investissement appelé « the Lloyd’s Bond ». Il devient l’un des directeurs de la London Pneumatic Despatch Company.
Il s'intéresse vivement à la profession d'ingénieur et devient associé de l'Institution des Ingénieurs en 1860, dont il devient membre du Conseil lors de la session 1867-1868. Il a la satisfaction, très peu de temps avant sa mort, de voir son plus jeune petit-fils, Archibald Scott Napier, admis comme élève de l'Institution.
Il prend sa retraite à la fin de 1876. Il est enterré à Hendon auprès de sa femme et de ses deux fils. Il lègue par testament la somme de £92,000 (l’équivalent de £9,804,500 en 2020). Ses exécuteurs testamentaires sont sa fille Emily et son neveu Horatio Lloyd.

## Famille
Il épouse Caroline Holland Watson, fille du commandant Holland Watson du Corps de volontaires de Stockport, le 7 septembre 1826. Ils ont 8 enfants, dont Horace Lloyd (1828-1874), père d’Otho Holland Lloyd et de Constance Lloyd.
Par Otho Holland, John Horatio est l’arrière-grand-père du peintre Otho Lloyd et du poète et boxeur Fabian Avenarius Lloyd dit Arthur Cravan, époux de Mina Loy.
Par Constance, épouse d’Oscar Wilde, John Horatio est l'arrière-grand-père du capitaine Cyril Holland et de l'écrivain et traducteur Vyvyan Holland, et l'arrière-arrière-grand-père de l'écrivain et éditeur Merlin Holland.